# Спіритвуд (Північна Дакота)
Спіритвуд (англ. Spiritwood) — переписна місцевість (CDP) в США, в окрузі Статсмен штату Північна Дакота. Населення — 29 осіб (2020).

## Географія
Спіритвуд розташований за координатами 46°56′3″ пн. ш. 98°29′36″ зх. д. / 46.93417° пн. ш. 98.49333° зх. д. (46.934282, -98.493296).  За даними Бюро перепису населення США в 2010 році переписна місцевість мала площу 2,27 км², уся площа — суходіл.

## Демографія
Згідно з переписом 2010 року, у переписній місцевості мешкало 18 осіб у 11 домогосподарстві у складі 4 родин. Густота населення становила 8 осіб/км².  Було 19 помешкань (8/км²).
Расовий склад населення:
| - 100,0 % — білих |

До двох чи більше рас належало 0,0 %. Частка іспаномовних становила 0,0 % від усіх жителів.
За віковим діапазоном населення розподілялося таким чином: 0,0 % — особи молодші 18 років, 94,4 % — особи у віці 18—64 років, 5,6 % — особи у віці 65 років та старші. Медіана віку мешканця становила 55,5 року. На 100 осіб жіночої статі у переписній місцевості припадало 157,1 чоловіків;  на 100 жінок у віці від 18 років та старших — 157,1 чоловіків також старших 18 років.
Цивільне працевлаштоване населення становило 3 особи. Основні галузі зайнятості: виробництво — 100,0 %.